# Warmteleiding

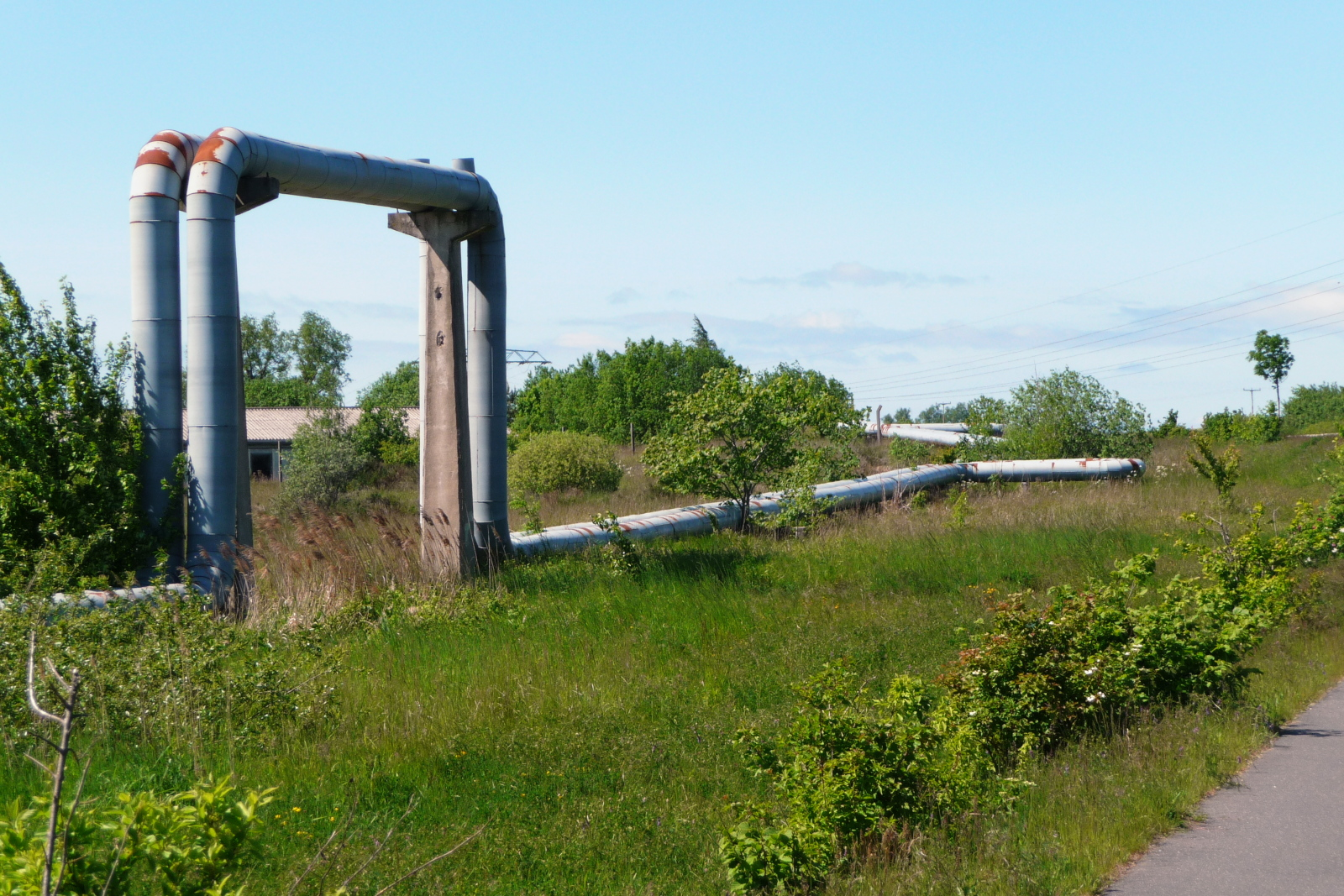
Warmteleidingen

Warmteleidingen zijn buisleidingen die gebruikt worden om warm water te transporteren, meestal ten behoeve van verwarming of stadswarmte. Warmteleidingen die ondergronds worden aangelegd zijn meestal voorgeïsoleerd. Ze bestaan uit een stalen buis waardoor het warmte water stroomt met daar omheem een laag Polyurethaan(PUR)-schuim en daaromheen een buitenbuis (mantel) van polyethyleen. Fabrieksmatig wordt deze isolatie om de stalen buizen aangebracht.
De losse, voorgeïsoleerde stalen buizen worden aan elkaar gelast. Vervolgens moet ook de isolatie ter plaatse van de las worden aangebracht. Dit wordt gedaan door een polyethyleen mof te plaatsen en hierin opnieuw PUR-schuim te spuiten.
Hoewel warmteleidingen altijd warmte verliezen, blijven deze verliezen beperkt. Zo zal in een grote warmtetransportleiding het water over kilometers afstand getransporteerd kunnen worden terwijl de temperatuurdaling tot een enkele graad Celsius beperkt blijft.
Voorgeïsoleerde warmteleidingen komen voor in diameters die variëren van 1 meter binnendiameter (stalen buis) tot ongeveer 20 mm binnendiameter. De laatste diameters worden gebruikt om woonhuizen op een stadswarmtenet aan te sluiten. De grotere diameters voor het transport van warmte over een grote afstand.